# Пілігрим (фільм)
«Пілігрим» (англ. The Pilgrim) — американський комедійний чорно-білий німий фільм, знятий режисером Чарльзом Чапліном. Головні ролі в цьому фільмі виконали Чарлі Чаплін і Една Первіенс. Прем'єра фільму відбулися 26 лютого 1923 року в США.

## Сюжет
Чарлі Чаплін грає втікача злочинця, який краде одяг пастора, щоб позбутися від своєї тюремної уніформи. На залізничній станції він навмання вибирає маршрут і прямує в техаське містечко. Так як місцеві парафіяни саме чекають нового пастора, то приймають злочинця за нього. Чарлі проводить свою першу службу, а потім відправляється додому до матері і дочки Браунів, у яких повинен жити. На вулиці він зустрічає свого колишнього сусіда по камері, який заявляється до Браунів і викрадає їх гроші. Однак Чарлі знаходить його і повертає украдене господарям. До цього часу місцевий шериф визнає в ньому злочинця і заарештовує, однак не відправляє до в'язниці, а привозить до мексиканського кордону і відпускає.

## У ролях
- Чарлі Чаплін — пілігрим — колишній в'язень і несправжній пастор
- Една Первіенс — міс Една Браун
- Кітті Бредбері — місіс Браун, мати Едни
- Сідні Чаплін — батько маленького хлопчика / провідник в поїзді
- Мак Свейн — диякон
- Мей Веллс — мати маленького хлопчика
- Дін Ріснір — маленький хлопчик
- Лойал Андервуд — старійшина
- Чарлз Райснер — Говард Хантінгтон, злодій
- Том Мюррей — шериф Брайан
- Генрі Бергман — шериф в поїзді
- Монта Белл — поліцейський на станції
- Раймонд Лі — юнак у відрядженні
- Філліс Аллен — член Конгрегації

## Цікаві факти
- Фільм знятий на студії «First National» — це був останній фільм, випущений цією студією, в якому знявся Чарлі Чаплін. Цей фільм став першим фільмом для Чарльза Райснера, який пізніше став сценаристом. Ця картина також стала останнім фільмом, в якому Една Первіенс грала одну з головних ролей разом з Чарлі Чапліном.
- Тоді ж в 1923 році Една Первіенс знялася ще в одному фільмі Чарлі Чапліна «Парижанка», в якому сам Чаплін знявся в камео — великий комік любив з'являтися в такого роду ролях у своїх фільмах, причому старався бути не впізнаним, і його не вказували в титрах.
- У 1959 році Чарлі Чаплін включив «Пілігрима» в Чаплін Ревю, в яке увійшло ще 2 фільми: «Собаче життя» і «На плече!».